# Euphoresia variegata
Euphoresia variegata är en skalbaggsart som beskrevs av Moser 1913. Euphoresia variegata ingår i släktet Euphoresia och familjen Melolonthidae. Inga underarter finns listade i Catalogue of Life.